# Tantum ergo III (Fauré)
Le troisième Tantum ergo de Gabriel Fauré est un motet composé en 1904 pour la messe de mariage d'Élaine Greffulhe, fille du comte Henry Greffulhe et de la comtesse Élisabeth de Riquet de Caraman-Chimay-Greffulhe. À la différence des deux Tantum ergo précédents du compositeur (Tantum ergo op. 55 et Tantum ergo op. 65 no 2), il s'agit d'une partition sans numéro d'opus.
Conçue pour le chœur de l'église de la Madeleine à Paris, l'œuvre est créée le 14 novembre 1904 avec Gabriel Fauré à l'orgue, lors de la messe de mariage d'Élaine Greffulhe.

## Historique
Ce motet se situe en marge des activités habituelles de Gabriel Fauré. D'une part, il a été composé à la fin de son long service à l'église de la Madeleine. Après avoir été nommé maître de chœur en 1877, Fauré est organiste titulaire depuis 1896. À la Madeleine, il est donc le responsable de toute la liturgie musicale. L'année suivante, en 1905, il est nommé directeur de la conservatoire de Paris. En plus de sa vie officielle, Fauré est un musicien réputé au salon, dans sa vie privée, quelle que soit l'opinion des parisiens. Or à la Belle Époque, la comtesse Greffulhe, née Élisabeth de Riquet de Caraman-Chimay, est non seulement un personnage important mais également une de ses amies et mécènes.
Lorsque la fille unique de la comtesse, Élaine Greffulhe, épouse à la Madeleine le duc Armand de Gramont, ami de Marcel Proust, Fauré considère comme un honneur d'organiser la messe de mariage, en tant qu'organiste titulaire. La famille du duc a conservé une carte de visite autographe de Fauré, qui détaille le programme musical :
1. Marche de Jeanne d'Arc de Charles Gounod pour l'entrée ;
2. Chœur des pélerins (Tannhäuser) de Richard Wagner ;
3. Largo de Georg Friedrich Haendel ;
4. Tantum ergo de Gabriel Fauré ;
5. paraphrase sur un thème de Quintette pour piano et cordes no 1 de Fauré ;
6. Motet à la Sainte Vierge [de César Franck[2]] ;
7. de nouveau Marche de Jeanne d'Arc de Gounod pour sortie.

Présidée par l'abbé Arthur Mugnier, la messe de mariage débute à midi, le 14 novembre 1904, et dure plus de deux heures. Fauré joue lui-même à l'orgue pour ce mariage, qui compte Marcel Proust parmi les participants et auditeurs.
Achille Runner, nouveau chef de chœur de la Madeleine, a peut-être dirigé la schola pour le kyriale (Kyrie, Gloria...), mais il n'est pas certain qu'il ait pris la baguette pour le Tantum ergo. On ne connaît pas non plus l'artiste qui a chanté le solo non plus.
L'œuvre et publiée en 1905, elle est dédiée « À Mme la comtesse Greffulhe ».
On ignore la raison pour laquelle l'œuvre n'a pas de numéro d'opus, à la différence des deux Tantum ergo précédents :
1. vers 1890 : en la majeur, op. 55 ;
2. 1894 : en mi majeur, op. 65, no 2.

Une hypothèse est que le compositeur voulait dédier et affecter la pièce à la famille Greffulhe, donc de manière privée. (Mais auparavant, Fauré avait offert au compositeur André Messager son Madrigal op. 35, comme cadeau de noces.)
|                                   |
| Église de la Madeleine vers 1900. |

|                              |
| Grand orgue de la Madeleine. |

|                                                          |
| Gabriel Fauré jouant de l'orgue de la Madeleine en 1902. |

|                                                          |
| Comtesse Greffulhe à laquelle Fauré a dédié cette œuvre. |

« Mariages
— Un grand mariage.
Jamais peut-être, de mémoire de Parisien, l'église de la Madeleine n'avait présenté une physionomie semblable à celle qu'elle offrait hier à midi, à l'occasion de la célébration du mariage du duc de Guiche, fils aîné du duc et de la duchesse de Gramont, avec Mlle Greffulhe, fille unique du comte et de la comtesse Greffulhe et petite-fille de la comtesse Greffulhe, née La Rochefoucauld. ............
La corbeille et les nombreux cadeaux — 1.250 environ — qui avaient été adressées aux jeunes époux, s'y trouvaient exposés. ..... ; [cadeau de] M. Gabriel Fauré, manuscrit du Tantum ergo, composé spécialement pour la circonstance et exécuté pendant la messe de mariage. »

— Le Gaulois, le 15 novembre 1904, p. 2

## Versions
Le compositeur a laissé trois manuscrits autographes, tous les trois en fa majeur. Deux sont pour soprano ou ténor solo, chœur à 4 voix (soprano, alto, ténor et basse) et orgue. Le premier, daté du 3 novembre 1904 et conservé à la bibliothèque nationale de France depuis 1978 (manuscrit 17782), n'est pas complétement achevé. Le deuxième, utilisé pour la messe, a été offert aux mariés par Fauré comme cadeau de mariage. Alors que le premier manque d'indication de tempo, le compositeur le précise sur le deuxième (andante moderato). Ce dernier est daté du 8 novembre, selon la description des photocopies. Il semble que l'original du manuscrit II soit toujours gardé dans les archives familiales.
Il existe un autre manuscrit autographe en fa majeur. Il s'agit d'une partition de l'accompagnement de cordes, sans parties écrite pour les voix à l'exception de quelques fragments. Notée par Fauré Tantum ergo / quatuor (en fait, quintette), ce manuscrit est d'abord conservé aux archives de la paroisse de la Madeleine, puis à la bibliothèque nationale en 1978, en tant que manuscrit 17722. D'après l'étude de Jean-Michel Nectoux, c'est cette partition particulière qui était en usage pour la messe de mariage de 1904. En effet, l'usage de l'église de la Madeleine était de faire intervenir l'orgue ou l'harmonium, souvent avec une contrebasse ou parfois la harpe. Toutefois, lors des messes solennelles, telle celle du mariage, l'accompagnement était renforcé, notamment par un quintette à cordes. Il est donc naturel que Fauré, qui avait composé cette œuvre en version d'orgue, l'ait fait évoluer en ajoutant un accompagnement de cordes,.
Le contrat de la publication conclu le 7 décembre, chez A. Durant & Fils (4, place de la Madeleine), Fauré prépare un autre manuscrit autographe, pour la gravure,. Cette fois, la tonalité est modifiée, en sol bémol majeur, donc un demi-ton plus haut. Dans une lettre de 1907 expédiée à l'éditeur Hamelle, le compositeur précise : « Inutile de faire deux tons. J'ai composé presque tous ces morceaux pour la Maîtrise de la Madeleine, et cela m'a entraîné à les écrire dans des tons pratiques, ni trop haut, ni trop bas ». L'objectif de la version en fa majeur était probablement de faciliter la lecture des musiciens de la Madeleine, surtout pour les enfants de chœur. La première partition est parue en janvier 1905, chez A. Durant & Fils, à 300 exemplaires. Cette édition de voix seules sans accompagnement (D.&F.6512bis) a connu un modeste succès: plusieurs retirages ont été effectués régulièrement, jusqu'en 1956.
En 1905, une version réduite est également publiée, destinée à une voix moins aiguë (mezzo-soprano ou baryton), le chœur est devenu facultatif et à l'unisson. Le ton de fa majeur est rétabli pour une lecture plus facile. Cette version (D.&F.6525) n'a par contre connu aucun succès : 1905 (300 exemplaires), 1918 (300) et 1947 (500).
Fauré fait encore des corrections, pour le recueil Musique religieuse à une ou plusieurs voix par Gabriel Fauré (1911), pour l'éditeur Hamelle, devenu éditeur officiel du compositeur.
Après la messe de mariage, Fauré aura donc effectué les modifications mineures suivantes :
1. version originale avec orgue et instruments à cordes, en fa majeur (exécutée le 14 novembre 1904) ;
2. publication d'une version réduite (1905), avec orgue, en sol bémol majeur, ce qui reste version en usage ;
3. publication supplémentaire (1905) pour faciliter la pratique (pour mezzo-soprano ou baryton ; participation facultative du chœur à l'unisson), en fa majeur.

## Caractéristiques
Le Tantum Ergo III est une très courte pièce, ne durant que deux minutes, mais qui témoigne de la pleine maturité de Gabriel Fauré.
Quoiqu'elle fût destinée à une famille aristocrate, Fauré a donné une caractéristique liturgique ou religieuse à l'œuvre. La mélodie est fondée sur les accents du texte latin (saint Thomas d'Aquin). Les syllabes accentuées sont attribuées aux notes importantes et longues. Ancien élève de l'école Niedermeyer, le compositeur connaissait bien cette façon de composer qui se trouve surtout dans le chant grégorien, et il était capable de la maîtriser :
« Tantum ergo sacraméntum venerémur cérnui,

et antiquum documéntum novo cedat rítui ;

præstet fides suppleméntum sénsuum deféctui.

Genitóri Genitóque laus et iubilátio,

salus, honor, virtus quoque sit et benedíctio ;

procedénti ab utróque compar sit laudátio. Amen,. »
L'œuvre comprend donc à la fois de l'élégance et de la beauté et des caractéristiques religieuses. Le texte latin accentué et la mélodie sont inséparables, une exécution en traduction risquerait de perdre cette beauté, comme c'est le cas pour le grégorien.

## Publications

### Version d'orgue
- 1905 : À Madame La Comtesse GREFFULHE, Tantum Ergo Pour Soprano ou Ténor et Chœur avec acce d'orgue, A. Durant & Fils[7], D.&F.6512, Paris[ca 1] ;
- 1905 : Tantum Ergo pour voix seule (Mezzo-Soprano ou Baryton) avec chœur à l'unisson (ad libitum)[7], A. Durant & Fils[7], D.&F.6525, Paris[ca 1] ;
- 1911 : Musique religieuse à une ou plusieurs voix de Gabriel Fauré, Hamelle, J.6302.H, Paris[ca 1] ;
- 1998 : Jean-Michel Nectoux (éd.), Tantum ergo 1904, Carus-Verlag CV70.301/40, Stuttgart[8] ;
- 2020 (Œuvres complètes) / 2021 (Tantum ergo seul) : Helga Schauerte-Maubouet (éd), Œuvres complètes, tome I-4 (Musique vocale religieuse - Œuvres avec orgue ou deux instruments), Bärenreiter, Kassel[ca 1].

### Version d'instruments à cordes (posthume)
- 2002 : Jean-Michel Nectoux (éd.), Tantum ergo, version pour soprano ou ténor solo, chœur mixte, quintette à cordes et orgue, Urtext (édition critique), Carus-Verlag CV70.313, Stuttgart ;
- 2024 : Helga Schauerte-Maubouet (éd.), Œuvres complètes, tome I-3 (Musique vocale religieuse - Œuvres avec orchestre ou ensemble instrumental), Bärenreiter, Kassel[ca 3].

## Discographie
- 1992 : Magali Dami (soprano) et Ensemble vocal de Lausanne sous la direction de Michel Corboz, Aria-Fnac 592097
[écouter en ligne] ;
- 2023 : Josephine Mindus (soprano), Robin Hlinka (orgue) et Quilisma Jugendchor Springe sous la direction de Keno Weber, Rondeau Production ROP620607
[écouter en ligne].